# Robert Zachrisson
Robert Zachrisson, född 31 januari 1966, är en svensk före detta fotbollsspelare (försvarare) som representerade Gais 1983–1986 och 1992.
Zachrisson började spela fotboll i Kållereds SK, och blev sedan ungdomsproffs i Gais. Han var lovande i både friidrott och fotboll. Han debuterade för Gais A-lag i division III 1983, då han spelade en enda match i serien. Säsongen därpå blev det 14 matcher i division II, då han också gjorde sitt första mål för klubben. Säsongerna 1985–1986 var han ordinarie i Gais A-lag, men därefter slutade han med elitfotbollen för att i stället satsa helt på friidrotten.
1992 kom Zachrisson emellertid tillbaka till Gais, då han värvades från Kållereds SK. Han spelade 12 allsvenska matcher för klubben denna säsong innan han återigen försvann ur laget. 1994 varvade han ner i Lundby IF i division III.
Zachrisson spelade åren 1983–1984 7 matcher för Sveriges U19-landslag i fotboll.